# 鬼域
《鬼域》（英語：Re-cycle）是2006年香港恐怖片，由彭氏兄弟編導，李心潔、李彩樺、周俊偉、劉兆銘及曾雅琪主演。

## 故事簡介
当红作家徐寻她宣布了想撰写一部探讨灵异世界的小说的创作计划，书名为《鬼域》，但反反复复几次构想出来的故事情节都不尽如人意，徐寻陷入了创作困境。恰在此时，昔日旧情人又出现在了她的生活中，更是令她的思绪更万千，没有了一点创作状态，一怒之下，她将存在计算机上的《鬼域》初稿删去，怪事就此发生，徐寻开始产生不同寻常的幻觉，更开始看见不能解释的现象。仿佛从小说中自己所虚构灵异的一切，都走出到现实。一天晚上，一人乘坐电梯的徐寻在电梯间惊遇诡异婆婆，并牵引她忽然进入了另一个离奇空间。一个不可思议的鬼域世界……

## 角色介紹
- 李心潔 飾 徐尋/定言
- 李彩樺 飾 前男友妹妹
- 周俊偉 飾 定言經紀人
- 劉兆銘 飾 定言爺爺
- 曾雅琪 飾 定如

## 獎項
| 年度 | 頒獎典禮               | 獎項                     | 姓名              | 備註 |
| ---- | ---------------------- | ------------------------ | ----------------- | ---- |
| 2007 | 第26屆香港電影金像獎   | 最佳視覺效果             | 吳炫輝、 Emil Yee | 獲獎 |
| 2007 | 第26屆香港電影金像獎   | 最佳音響效果             | Jadet Chawang     | 獲獎 |
| 2007 | 第26屆香港電影金像獎   | 最佳女主角               | 李心潔            | 提名 |
| 2006 | 第43屆金馬獎           | 最佳女主角               | 李心潔            | 提名 |
| 2006 | 第43屆金馬獎           | 最佳視覺效果             | 吳炫輝、 Emil Yee | 提名 |
| 2006 | 第43屆金馬獎           | 最佳音效                 | Jadet Chawang     | 提名 |
| 2006 | 第11屆香港電影金紫荊獎 | 最佳女主角               | 李心潔            | 提名 |
| 2006 | 第11屆香港電影金紫荊獎 | 最佳男配角               | 劉兆銘            | 提名 |
| 2006 | 第11屆香港電影金紫荊獎 | 最佳新演員               | 曾雅琪            | 提名 |
| 2006 | 第11屆香港電影金紫荊獎 | 最佳創意電影             | 鬼域              | 獲獎 |
| 2007 | 第27屆葡萄牙國際電影節 | 國際評審導演團最佳女主角 | 李心潔            | 獲獎 |

## 外部連結
- 香港影庫上《鬼域》的資料（繁體中文）
- 豆瓣电影上《鬼域》的資料 （简体中文）
- 互联网电影数据库（IMDb）上《鬼域》的资料（英文）
- AllMovie上《鬼域》的资料（英文）
- 爛番茄上《鬼域》的資料（英文）